# Urodacus planimanus
Espèce
Urodacus planimanus est une espèce de scorpions de la famille des Scorpionidae.

## Distribution
Cette espèce est endémique d'Australie-Occidentale. Elle se rencontre de Sorrento et Amery à Waroona.

## Description
La femelle holotype mesure 64 mm.
La femelle décrite par Koch en 1977 mesure 64 mm.

## Publication originale
- Pocock, 1893 : « Notes on the classification of scorpions, followed by some observations upon synonymy, with descriptions of new genera and species. » Annals and Magazine of Natural History, sér. 6, vol. 12, p. 303-330 (texte intégral).